# George Stephens (ingenjör)
George Stephens,  född 9 juni 1783 i South Cerney i Gloucestershire i England, död i april 1839 på resa från England till Sverige, var en brittisk-svensk lantbruksingenjör.
Stephens inkallades 1806 av Örebro läns hushållningssällskap för att tillhandagå vid planläggning av odlings-, bevattnings- och torrläggningsföretag, de senare enligt den dikningsmetod som engelsmannen Joseph Elkington utvecklat i slutet av 1700-talet. Under de följande åren verkställde han undersökningar för den först i senare tid utförda torrläggningen av Mo- och Kvismaresjöarna i Närke. 
År 1816-22 undersökte och kartlade han över 68 000 tunnland odlingsbara sankmarker i Värmland på uppdrag av länets hushållningssällskap och 1818-19 på uppdrag av regeringen Gotlands myrar, varav han räknade 53 000 tunnland som odlingsvärda. 
Samtidigt biträdde han enskilda som rådgivare angående vattenavlednings-, diknings- och bevattningsföretag och hade ett mindre jordbruksarrende i Närke. Sedan han emellertid råkat i ekonomiskt trångmål, begav han sig för en tid till Skottland som rådgivande lantbruksingenjör, men började åter under somrarna åta sig arbeten i Sverige och utförde 1834 undersökningar i Halland på uppdrag av dess hushållningssällskap. 
År 1835 blev han anställd i svenska statens tjänst på tio år för att tillhandagå med upplysningar rörande förbättrade jordbruksmetoder, ängsvattning och vattenavledning, det vill säga blev landets förste lantbruksingenjör. Stephens författade Essay on the utility, formation and management of irrigated meadows Edinburgh, 1826; "Afhandling om ängsvattning, dikning och vallars anläggning", 1841) och The practical irrigator and drainer (1834).